# Модруљ
Модруљ или плава ајкула (Prionace glauca) је врста ајкула из породице Carcharhinidae. Насељава дубоке воде умерених и тропских океана. Ова врста ајкуле је наведена као скоро угрожена у Црвеној листи МУЗП. Једина је врста у истоименом роду.

## Опис
Модруљ је снажна животиња издуженог тела. Од шиљате издужене њушке, испод које се налазе попречно постављена уста, до врха несиметричног, великог репног пераја досеже дужину и до четири метра. На тамносивим, скоро црним леђима, налази се високо леђно пераје троугластог облика, а иза њега, у близини репа је и друго мање леђно пераје. Грудна пераја су смештена напред и положена хоризонтално. Нема шкржних поклопаца, већ по пет шкржних пукотина. Дебела кожа покривена му је зубићима нагнутим према репу, па је због тога груба као шмиргл папир. У устима има веома оштре троугласте зубе поређане у више редова. Достиже дужину од 3 и 4,5 m и тежину од око 150 kg.
- Око
- Чељусти
- Горња вилица
- Доња вилица

## Размножавање
Они су вивипарне животиње — женка у утроби носи оплођена јаја, у њој се млади изваљују из јајних опни и напуштају је (рађање живих младунаца). У топлим морима млади се легу у плиткој води у току лета. Током живота, женке ових ајкула у просеку излегну 4 до 135 младунца. Период трудноће траје између 9 и 12 месеци. Женке су у том периоду старе пет до шест година, а мужјаци четири до пет година. Женке плаве ајкуле су прилагођене ригорозном ритуалу парења, развијањем три пута дебље коже од коже мужјака.

## Екологија

### Распрострањеност
Живи на отвореном мору, али доплива и до обале. Често плива испод саме површине, али се може видети и при дну. Насељава Средоземно море, али и Атлантски океан уз европске обале на северу Норвешке.

### Исхрана
Плаве ајкуле се често хране лигњама, али се хране и другим бескичмењацима као што су сипе, хоботнице, јастози, шкампи, ракови, већином риба, мањим ајкула, подводним сисарима, чак и птицама које повремено слећу у воду како би уловиле плен. Њихова брзина и зуби им омогућава лако и брзо хватање плена.

### Предатори
Многе веће ајкуле их једу, на пример тиграста ајкула, бик ајкула, велика бела ајкула... Такође, један од великих ловца на ајкуле су орке. Ове ајкуле су чест домаћин паразитима, као то су пантљичаре.

## Однос са људима
Процјењује се да 10 до 20 милиона ових ајкула буде убијено сваке године као резултат риболова. Месо плаве ајкуле је јестиво, али није много тражено широм света; конзумира се свеже, сушено, димљено и слано. Научна истраживања су открила средње величине тешких метала (живе и олова) у месу ових ајкула. Њихова кожа се користи као материјал, пераја за супу од ајкула, а јетра за уље. Плаве ајкуле се повремено лове због њихове лепоте и брзине.
Плаве ајкуле ретко гризу људе. Од 1580. до 2013. године, плава ајкула је само 13 пута угризла човека, од којих су четири завршили смрћу.

### У заробљеништву
Плаве ајкуле, као и већина других ајкула, имају лош углед код људи. Први покушај држање плавих ајкула у заробљеништву био је у воденом парку у Сан Дијегу 1968. године, а од тада је мали број акваријума пробао да поново чува ову врсту ајкула. Већина њих се налазила у заточеништву отприлике три месеца или мање, а неке од њих су након тога буду пуштене у дивљину. Рекордно време заробљеништва плавих ајкула, било је је 246 и 224 дана у воденом парку у Токију, треће место заузео је акваријум у Њу Џерзију, док је четврто место било 194 дана у Лисабонском акваријуму. За плаве ајкуле се показало да их је лако хранити у заробљеништву. Мале плаве ајкуле, до 1 m дужине, релативно је лако транспортовати у акваријуме, али је то много компликованије код већих примерака. Неколико плавих ајкула чуваних у Морском свету у Сан Дијегу су се у почетку чиниле прилично добрим, али када су им се за време изложбе у станиште додале бик ајкуле, бик ајкуле су кренуле да их нападају. Да би плаве ајкуле могле да преживе у резервоарима потребно им је да имају дугачко место за слободно.

## Галерија
- Задња страна плаве ајкуле
- Глава плаве ајкуле одоздо
- Глава плаве ајкуле одозго
- Изглед плаве ајкуле спреда

- Људи који роне са ајкулама
- Плава ајкула у лову на лигње
- Модруљи у продаји
- Грешком ухваћена плава ајкула